# Burbank Challenger 2001
Il Burbank Challenger 2001 è stato un torneo di tennis facente parte della categoria ATP Challenger Series nell'ambito dell'ATP Challenger Series 2001. Il torneo si è giocato a Burbank negli Stati Uniti dal 29 ottobre al 4 novembre 2001 su campi in cemento.

## Vincitori

### Singolare
Kevin Kim ha battuto in finale  Vince Spadea con il punteggio di 6–2, 6–4

### Doppio
Scott Humphries /  Chris Woodruff hanno battuto in finale  Jeff Coetzee /  Tuomas Ketola con il punteggio di 7–5, 1–6, 6–4